# Ziarnojadek wielkodzioby
Ziarnojadek wielkodzioby, ryżołusk wielkodzioby (Sporophila maximiliani) – gatunek małego ptaka z rodziny tanagrowatych (Thraupidae). Występuje plamowo w środkowej i północnej części Ameryki Południowej. Obecnie znany jest z pojedynczych stanowisk w Boliwii, Brazylii, Gujanie, Gujanie Francuskiej, Surinamie i Wenezueli. Gatunek zagrożony wyginięciem.

## Systematyka
Takson ten jako pierwszy opisał w 1830 roku Maximilian zu Wied-Neuwied, nadając mu nazwę Fringilla crassirostris. W 1851 roku Jean Cabanis umieścił ziarnojadka wielkodziobego w nowo utworzonym przez siebie rodzaju Oryzoborus, a ponieważ nazwa Oryzoborus crassirostris była już zajęta przez ziarnojadka grubodziobego, autor zaproponował nową nazwę – Oryzoborus maximiliani. Obecnie ziarnojadek wielkodzioby jest umieszczany w rodzaju Sporophila.
Takson ten bywał łączony w jeden gatunek z ziarnojadkiem czarnym (S. nuttingi), grubodziobym (S. crassirostris) i czarnodziobym (S. atrirostris), często też za podgatunek ziarnojadka wielkodziobego uznawano podgatunek occidentalis ziarnojadka grubodziobego.
Jeszcze niedawno wyróżniano dwa podgatunki Sporophila maximiliani:
- S. m. parkesi Olson 1981 (syn. Oryzoborus m. magnirostris Phelps, Sr & Phelps, Jr, 1950) – wschodnia Wenezuela, zachodnia Gujana i wschodnia Gujana Francuska do północnej Brazylii;
- S. m. maximiliani (Cabanis, 1851) – środkowa i wschodnia Brazylia.

W 2018 opublikowano wyniki badań, którym poddano większość istniejących okazów muzealnych S. maximiliani. Nie stwierdzono różnic w morfometrii i upierzeniu uzasadniających wydzielanie ich do dwóch osobnych podgatunków, zaproponowano zatem uznanie taksonu parkesi za synonim podgatunku nominatywnego. Propozycja ta została zaakceptowana przez Międzynarodowy Komitet Ornitologiczny (IOC), który obecnie uznaje ziarnojadka wielkodziobego za gatunek monotypowy. Niektórzy autorzy nadal jednak wyróżniają dwa podgatunki.

## Morfologia
Długość ciała 14,5–16,5 cm.
Samiec jest cały czarny z matowym niebieskim połyskiem, oprócz białego lusterka. Ma wielki, masywny dziób w kolorze kości słoniowej, którego faktura nie jest gładka i często widać na nim pęknięcia lub grzbiety. Nogi czarne, tęczówka bardzo ciemna. Samica jest brązowa z wierzchu, od spodu jaśniejsza, płowobrązowa; skrzydła i ogon nieco ciemniejsze niż wierzch ciała. Ma czarniawy dziób i ciemne nogi.

## Występowanie i środowisko
Ziarnojadek wielkodzioby obecnie znany jest z pojedynczych stanowisk w Boliwii, Brazylii, Gujanie, Gujanie Francuskiej, Surinamie i Wenezueli.
Występuje w zaroślach łęgowych, mokradłach słodkowodnych i zaroślach wtórnych. Jest też widywany na wilgotnych pastwiskach i wilgotnych obszarach z wysokimi trawami. Występuje do wysokości 1100 m n.p.m.

## Rozród
Gniazdo w kształcie kubka budowane jest przez samicę głównie z łodyg i wąsów czepnych winorośli. Samica znosi 2 jaja, szarobiałe, z jasnobrązowymi plamkami różnej wielkości i kilkoma czarnymi plamami. Wysiadywaniem zajmuje się samica.

## Status i ochrona
W Czerwonej księdze gatunków zagrożonych IUCN ziarnojadek wielkodzioby od 2017 roku klasyfikowany jest jako gatunek zagrożony (EN, Endangered); wcześniej, od 2013 roku miał status gatunku narażonego (VU, Vulnerable), a od 2004 – gatunku bliskiego zagrożenia (NT, Near Threatened). Liczebność populacji szacowana jest na 1000–2499 dorosłych osobników, rozmieszczony plamowo w nie więcej niż kilkunastu lokalizacjach. Szacuje się, że populacja systematycznie maleje z powodu zawężania się i zanikania jego naturalnego siedliska oraz wyłapywania w celach handlu ptakami.
BirdLife International wymienia 4 ostoje ptaków IBA, w których ten gatunek występuje.